# 29391 Найт
29391 Найт (29391 Knight) — астероїд головного поясу, відкритий 17 червня 1996 року.
Тіссеранів параметр щодо Юпітера — 3,367.